# 大花裂瓜
大花裂瓜（学名：Schizopepon macranthus）为葫芦科裂瓜属下的一个种。其种加词“Macranthus ”意为“大花的”。